# Evangelische Johanneskirche (Graz)

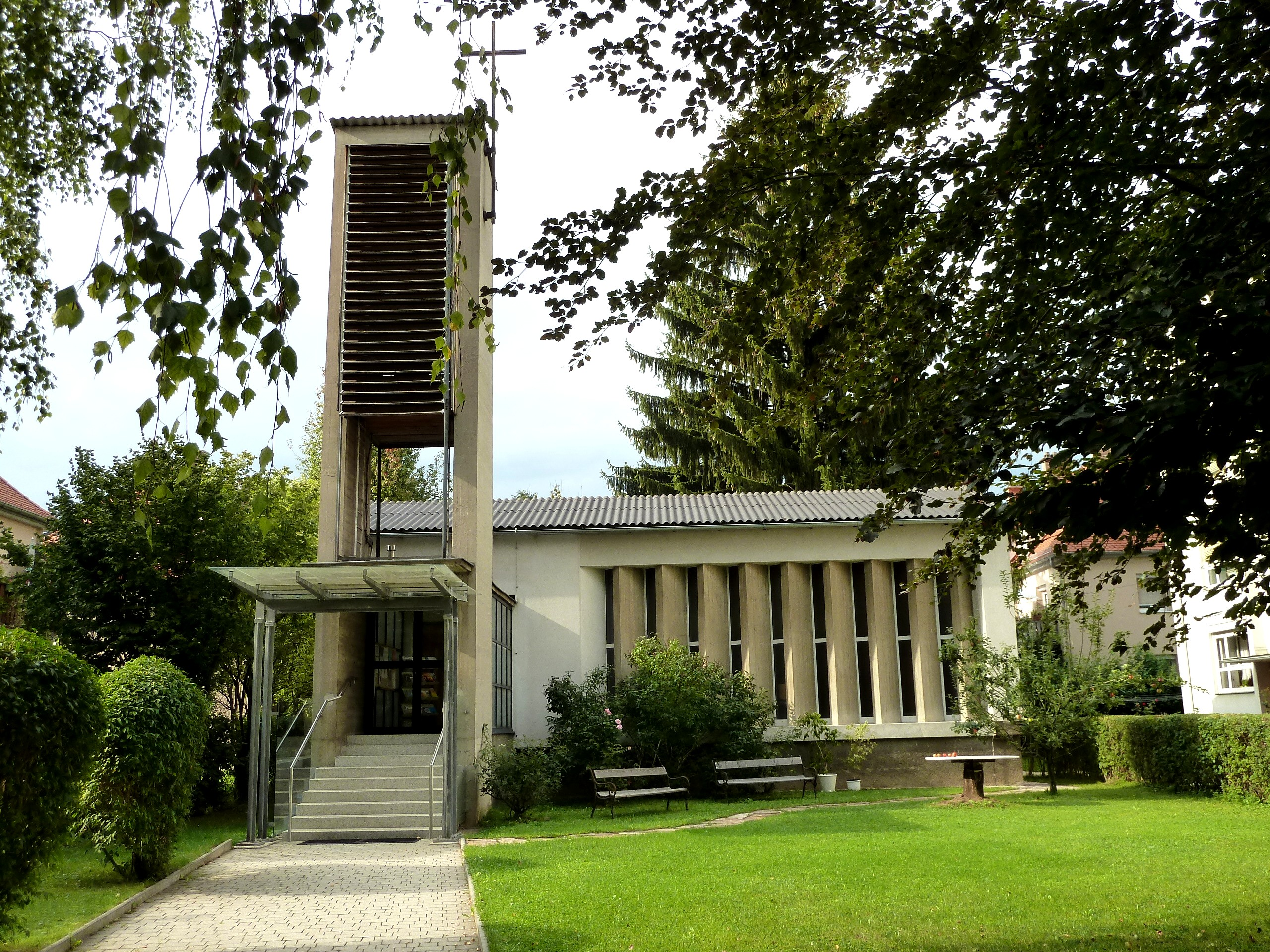
Evangelische Johanneskirche

Die Johanneskirche ist das Kirchengebäude der Evangelischen Pfarrgemeinde A.B. Graz-Nord, im 12. Grazer Gemeindebezirk Andritz.

## Geschichte und Gestaltung

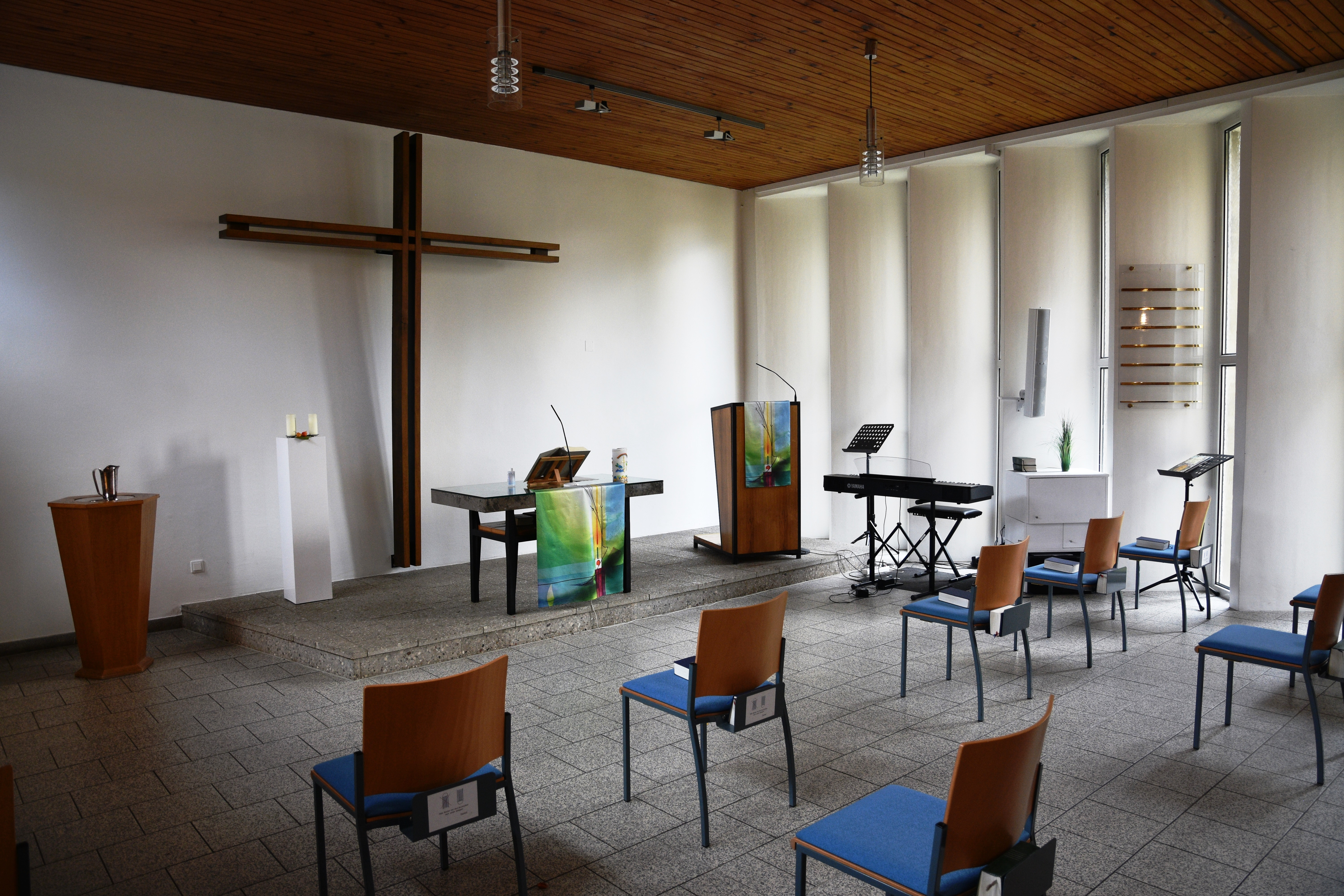
Innenansicht der Kirche

Neben der Erlöserkirche in Graz-Liebenau stellt die Johanneskirche den einzigen evangelischen Kirchenbau der Nachkriegszeit in Graz dar. Der erste Spatenstich erfolgte im Jahr 1960 und die Pläne stammen vom Salzburger Architekten Eugen Salpius. Die Johanneskirche befindet sich unmittelbar neben der katholischen Andritzer Pfarrkirche zur Heiligen Familie. Schräg gestellte Betonfensterbänder gliedern den niedrigen Sakralbau, der durch einen hohen Glockenturm flankiert und als solcher gekennzeichnet ist. Die Gestaltung des schlichten Innenraums entwarf der Bauhaus-Architekt Hubert Hofmann.